# 黛比·羅尚
黛比·安·羅尚（英語：Debbie Ann Rochon，1968年11月3日—），加拿大女演員，以出演獨立恐怖片和反文化電影以及時常擔任尖叫女王而聞名。

## 生平
黛比·羅尚生於溫哥華。青少女時期來到紐約，曾是個流落街頭的孩子，也是多次虐待的受害者。她在紐約開始了在百老匯以外的古典和另類舞台作品的表演生涯；一次擔任《朋克少女》（1982年）的臨時演員後，便開始接受演出B級片的工作。羅尚的電影作品多為低成本獨立恐怖片和反文化電影，包括數部特羅馬娛樂的電影。2002年，根據讀者投票，羅雄被《德古利娜》（Draculina）雜誌評為90年代尖叫女王（1990年至1999年）。
2014年10月，《花花公子》選出史上50位最性感的尖叫女王；羅尚在榜單上排名第八位。

## 外部連結
- 官方网站
- 黛比·羅尚在互联网电影资料库（IMDb）上的資料（英文）